# 刘希程
刘希程（1906年—1990年），男，河南唐河人，中华民国军事人物，中华人民共和国政治人物，曾任河南省政协副主席，第五、六届全国政协委员。